# Gordon Ramsay
Gordon James Ramsay (1966. november 8.–) skót nemzetiségű szakács, médiaszemélyiség, a Brit Birodalom Rendjének birtokosa, több Michelin-csillag tulajdonosa.
London Chelsea negyedében nyitott és hamar népszerűvé vált étterme, a Gordon Ramsay három Michelin-csillagot visel. Főzéssel kapcsolatos televíziós műsorai, mint például A fickó F-fel (The F-Word), Gordon Ramsay – A konyha ördöge (Kitchen Nightmares) és Gordon Ramsay – A pokol konyhája (Hell's Kitchen), hatalmas népszerűségnek örvendenek világszerte.

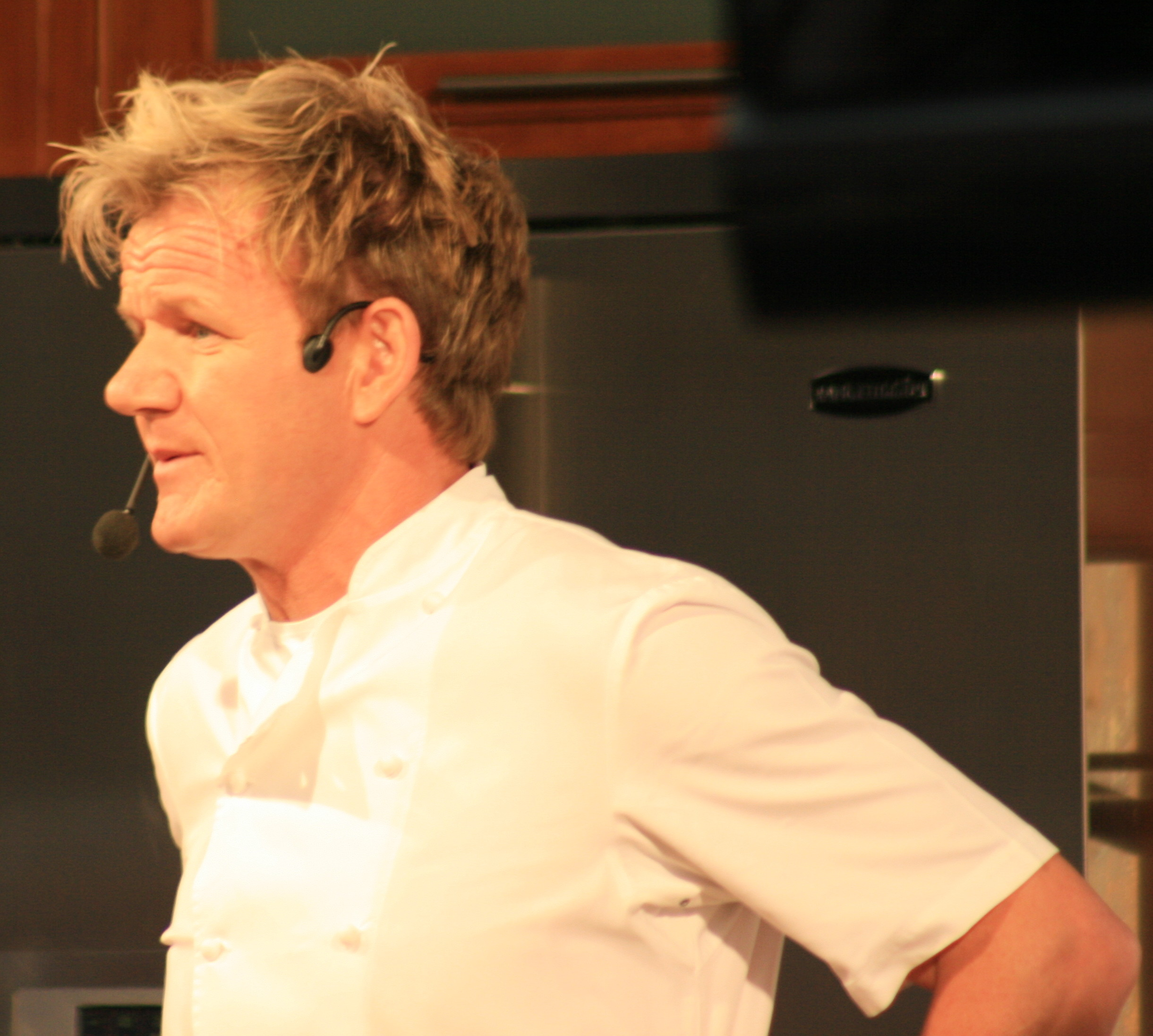
Gordon a Gardeners World Live rendezvényen (2008)

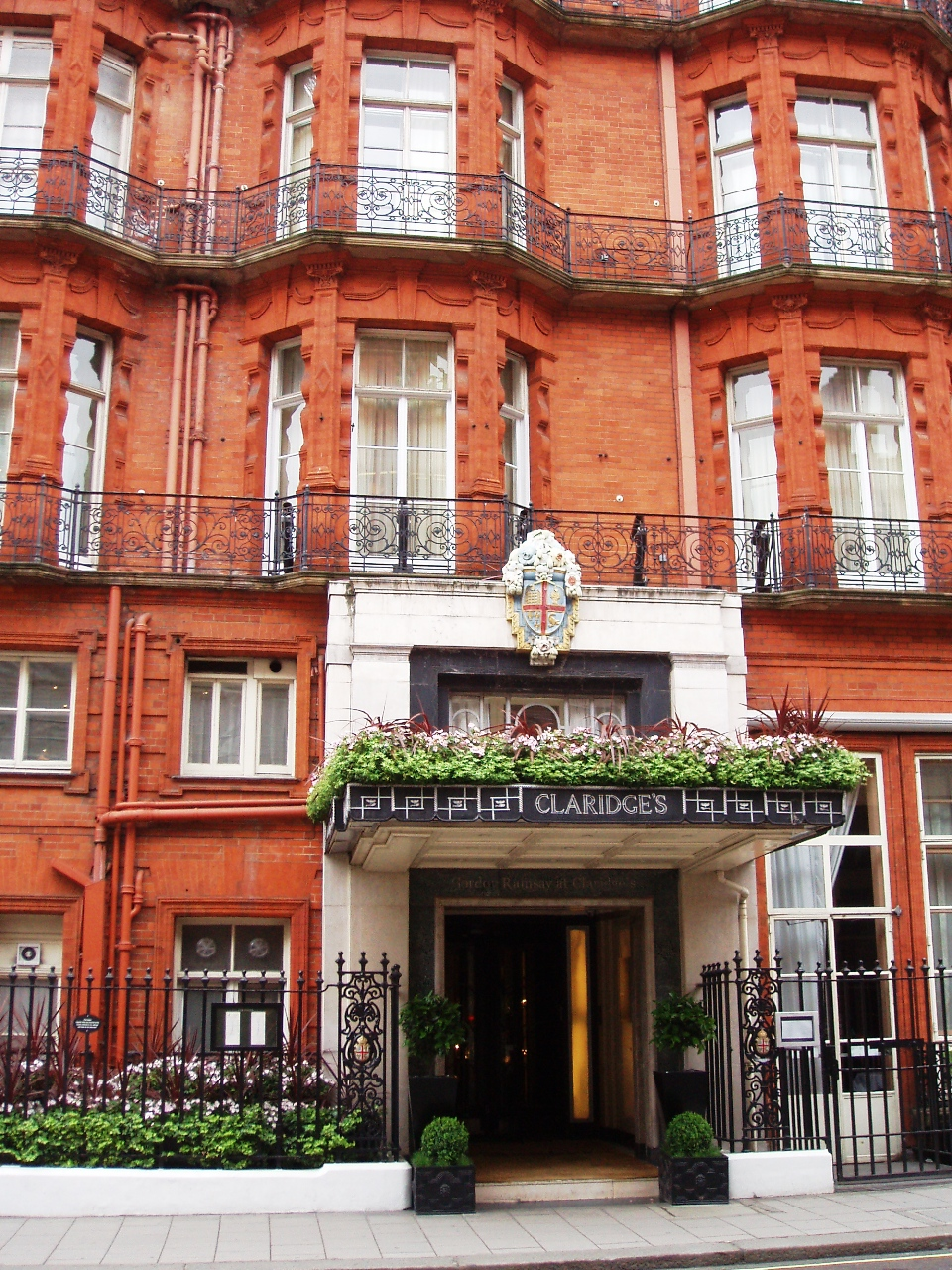
A Claridge’s portálja

## Életpályája

### Röviden
Skóciában született, ötéves korában került Angliába. Eleinte futballistának készült, a Glasgow Rangersben játszott. Egy sérülés következtében azonban sportpályafutása megszakadt, és érdeklődése a szállodaipar és a szakácstudományok felé fordult. Egy átlagosnak mondható vendéglátóipari iskola után Marco Pierre White és Albert Roux mellett tanulta a szakmát. Három évet töltött Franciaországban, ahol Guy Savoy és Joël Robuchon konyháján tanulta tovább a mesterséget. 1993-ban a londoni Aubergine étterem konyhafőnökeként csillogtatta tehetségét, és az étterem három év alatt két Michelin-csillagot is szerzett. 2001-ben a harmadik csillagot is megkapta, de ezt már a Chelseaben nyílt saját éttermével, a Gordon Ramsay-vel.

### Gyermekkora
Ramsay apja sok mindennel foglalkozott: volt úszómester, hegesztő, bolti eladó. Nővére és édesanyja ápolónőként dolgoztak. Gyermekéveit a „reménytelenül csavargó” jelzővel illette, utalva apja nagyratörő terveire és azok bukásaira, melyek állandó költözködésre kényszerítették a családot. 1976-ban végleg letelepedtek Stratford-upon-Avon városában. Későbbi nyilatkozatokban Ramsay tagadta, hogy apját alkoholistának nevezte volna, holott önéletrajzában, a Nem piskótában sanyarú éveknek írja le ezt az időszakot, melyet egy „részeges nőcsábász” erőszakossága és gondatlansága keserített meg. 16 éves korában otthagyta a szülői házat, és Banburybe költözött egy kis lakásba.

### Futballkarrierje
Ramsay futballozott. Először tizenkét éves korában figyeltek fel rá, amikor a Warvickshire tizennégy éves kor alatti csapatába választották be. Karrierjét sérüléseinek nagy száma határozta meg, amiről később úgy nyilatkozott: „Talán eleve kudarcra voltam ítélve, amikor a foci jött.”
1984 közepén Ramsay részt vett egy próbajátékon a Rangers FC csapatánál, annál a csapatnál, amelynek gyerekként szurkolt. Súlyosan megsérült, amikor egy edzés során zúzódott egy porc a térdében. Folytatta az edzéseket és a játékot a sérült térdével, majd egy squash-játék során elszakadt egy ínszalagja is. Soha nem épült fel teljesen a kettős sérülésből. A Glasgow Rangersnél azt mondták, talán igazolják, igaz, a személyi edzője nem igazán békélt meg a csapat hierarchiájával és azt ajánlotta Ramsaynek, hogy igazoljon egy másik csapatba valamelyik alsóbb osztályból.

### Szakácskarrierje
Ám ekkoriban Ramsay érdeklődését már felkeltette a főzés, jobban, mint hogy ő legyen "a focista azzal a béna lábával", így hát 19 évesen elkezdett több időt szentelni a gasztronómia oktatására. Lehetőségei rövid felmérése után, miszerint pontjai nem voltak elegek az általános szint (O-Level, angol) eléréséhez, ami a tengerészethez vagy rendőrséghez való felvételi követelménye volt, Ramsay beiratkozott egy helyi egyetemre, amit a rotarysták fizettek neki, hogy szállodaigazgatónak tanulhasson. Erre így emlékszik vissza: „egy baleset, egy totális baleset”.
Az 1980-as évek késői szakaszában szakácssegédként dolgozott a Wroxton House Hotelben, majd üzemeltette a konyhát 60 személyre a Wickham Armsban, ahonnan távoznia kellett, mert összeszűrte a levet a tulajdonos feleségével. Ekkor Londonba költözött, ahol egy sor különböző konyhán dolgozott, míg össze nem hozta a sors a temperamentumos Marco Pierre White-tal, aki a Harveys-ba hozta.
Miután a Harveys-ban két évet és tíz hónapot dolgozott, Ramsay, belefáradva az „őrjöngésbe, zsarnokoskodásba és erőszakoskodásba”, megállapította, hogy karrierje fejlődésének egyetlen módja a francia konyha tudományának elsajátítása. White lebeszélte arról, hogy Párizsban vállaljon munkát, helyette inkább elküldte Albert Rouxhoz a Le Gavrocheba, Mayfairbe (ahol egyébként találkozott Jean-Claude Bretonnal, aki most maître d' a Royal Hospital Roadnál). A Le Gavrocheban eltöltött egy év után Albert Roux a francia alpokbeli Hotel Divába hívta Ramsayt, hogy legyen a jobbkeze. Innen Párizsba ment, hogy együtt dolgozzon Guy Savoy-jal és Joël Robuchonnal, akik mindketten Michelin-csillagos séfek. Folytatta képzését Franciaországban, majd a konyha fizikailag és mentálisan is kimerítette, ezért egy évig személyi szakácsként dolgozott a Bermudákon, az Idlewind magánjachton.

### Főszakácsként
Miután 1993-ban visszatért Londonba, Ramsay elfogadta a La Tante Claire főszakácsi posztját Chelseaben. Nem sokkal ezután Marco White ismét belépett az életébe: felajánlotta neki, hogy legyen a Rossmore főszakácsa, és 10% részesedést is ígért. Az éttermet átkeresztelték Aubergine-re, és 14 hónap múlva meg is hozta Ramsaynek az első Michelin-csillagot, majd 1997-ben a másodikat. A siker ellenére ugyanezen évben kiszállt az üzletből. Ennek oka egy, a tulajdonostársakkal történt vita volt, valamint Ramsay azon vágya, hogy elindíthassa saját éttermét. Ez 1998-ban be is következett, amikor is Chelseaben megnyílt a Gordon Ramsay at Royal Hospital Road, apósa, Chris Hutchenson segítségével. Az étterem 2001-ben hozta meg a harmadik csillagot, ezáltal téve Ramsayt ez egyetlen skóttá, aki ezt az eredményt elérte.
Az első étterem után birodalma villámsebesen gyarapodott, elsőként megnyitva a Petrust (ahol 2001-ben hat bankár egy egyszerű étkezés során elköltött 44.000 angol fontot borokra!), majd az Amaryllist Glasgow-ban (melyet később bezárni kényszerült), valamint a Gordon Ramsay at Claridge’s nevű éttermet. Ezt követte a Connaught Hotel Mayfairben, egy nagy támogatottja, Angela Hartnett nevével fémjelezve. Ramsay mostanában Nagy-Britannián kívüli éttermeket kezdett megnyitni, kezdve a Verre-rel Dubaiban. A Gordon Ramsay at Conrad Tokyo és a Cerise by Gordon Ramsay egyaránt Tokióban nyitottak 2005-ben, majd 2006 novemberében a Gordon Ramsay at the London New Yorkban, elnyerve a legjobb jövevény címet a Zagat-kalauztól, a kritikusok eltérő értékelései ellenére.
2007-ben megnyitotta első ír vendéglőjét; a Gordon Ramsay at Powerscourt a Ritz-Carlton Hotelben nyílt meg, Powerscourtben, Írországban.
2008 májusában az első nyugati parti hely is befutott a kaliforniai Los Angelesben. A hollywoodi Sunset Stripen található korábbi Bel-Age Hotelt nemrégiben felújították és átnevezték London West-Hollywoodnak. Akárcsak New York-i vállalkozásánál, a helyet elnevezte Gordon Ramsay at the London West Hollywoodnak. A Konyha Ördöge (egyes forgalmazóknál: Ördögi konyha) Egyesült Államokbeli szériájának sok része Dél-Kaliforniában lett rögzítve, remek reklámot csinálva ezzel Gordon Ramsaynek.

### Díjak
Ramsay egyike azon három séfnek az Egyesült Királyságban, akik három Michelin-csillagot birtokolnak éttermeikért (a másik kettő Heston Blumenthal és Alain Roux). 2006-ban a „vendéglátásért végzett áldozatos munkájáért” a Brit Birodalom Rendje tiszti fokozatával (OBE) tüntették ki.
2006 júliusában elnyerte a Catey-díjat az „Év Független Vendéglátója” kategóriában, így a harmadik emberré válva, aki három Catey-díjat is elhódított, mely az Egyesült Királyság legnagyobb vendéglátói elismerése. A két korábbi kitüntetése: „Az év felfedezettje” 1995-ben valamint „Az év szakácsa” 2000-ben (a két másik háromszoros győztes Michel Roux, illetve Andrew és Jacquin Pern).
2006 szeptemberében a Caterer and Hotelkeeper magazin Caterersearch 100. évfordulós listáján a vendéglátóipar legnagyobb hatású személyiségének nevezték. Megelőzte Jamie Olivert, aki 2005-ben listavezető volt. Ugyanebben az évben jelölték a St. Andrews Egyetem rektori posztjára, ahol Simon Peppers ellenszavazatával vesztett. Egy sajtókampány ellenére Ramsay sose látogatta meg az egyetemet, és nem is nyilatkozott az esetről.
Flottavezető étterme, a Restaurant Gordon Ramsay nyolc évig London legjobb éttermének lett megválasztva az „ételbiblia” Harden's felmérése alapján, de 2008-ban megelőzte a Petrus, melyet mára már egy korábbi pártfogoltja, Marcus Wareing vezet.

## Éttermei Angliában

### The Savoy Grill
- Hely: London, The Strand
- Nyitás: 2010.
- Csillagok: -
- Vezető séf: Andy Cook

### Gordon Ramsay
- Hely: London, Royal Hospital Road
- Nyitás: 1998.
- Csillagok: , három Michelin csillag (A világ 13. legjobb étterme)[2]
- Vezető séf: Mark Askew

### Gordon Ramsay at Claridge's
- Hely: London Brook Street , W1K 4HR
- Nyitás: 2001. október
- Zárás:  2013. június
- Csillagok: , egy Michelin csillag
- Vezető séf: Gordon Ramsay

### Pétrus
- Hely: London, Kinnerton Street 1, SW1
- Nyitás: 2009
- Csillagok: , két Michelin csillag
- Vezető séf: Mark Askew

### The Boxwood Café
- Hely: London, The Berkeley, Wilton Place Knightsbridge, SW1X 7RL[3]
- Nyitás: 2003. május 15.
- Csillagok: -
- Vezető séf: Stuart Gillies

### Maze
- Hely: London, Grosvenor Square 10/13, W1K 6JP
- Nyitás:
- Csillagok: , egy Michelin csillag
- Vezető séf: Tristin Farmer

### Plane Food
- Hely: London Heathrow Repülőtér: Terminal 5
- Nyitás: 2003. május 15.
- Csillagok:
- Vezető séf: Stuart Gillies

### York & Albany
- Hely: London, Parkway
- Nyitás: 2008
- Csillagok: -
- Vezető séf: Angela Hartnett

### Murano
- Hely: London, 20 Queen Street, W1J 5PR
- Nyitás: 2008
- Csillagok: , egy Michelin csillag
- Vezető séf: Angela Hartnett

## Európai éttermei

### Le Trianon
- Hely: Franciaország, Versailles
- Nyitás: 2008
- Csillagok: -
- Vezető séf: Simona Zanoni

### Castel Monastero
- Hely: Olaszország, Toszkána, Monastero d’Ombrone
- Nyitás: 2009. július
- Csillagok: -
- Vezető séf: Alessandro Delfanti

### La Veranda
- Hely: Franciaország, Versailles, 1 Boulevard de la Reine
- Nyitás: ?
- Csillagok: -
- Vezető séf: Simone Zanoni

### Gordon Ramsay at Forte Village
- Hely: Olaszország, Cagliari Sardinia, Forte Villa Resort S.r.l. Santa Margherita di Pula
- Nyitás: 2009. július
- Csillagok: -
- Vezető séf: Leonardo Concezzi

### Gordon Ramsay at Powerscourt
- Hely: Írország, Enniskerry, Powerscourt Estate
- Nyitás: 2007. október 1.
- Csillagok: -
- Vezető séf: Jonathan Maclver

## Amerikai éttermei

### Gordon Ramsay at The London
- Hely: New York, West 54th Street
- Nyitás: 2006
- Csillagok: , két Michelin csillag
- Vezető séf: Josh Emett

### Gordon Ramsay at The London West Hollywood
- Hely: West Hollywood, N. San Vicente Boulevard
- Nyitás: 2008
- Csillagok: , egy Michelin csillag
- Vezető séf: Josh Emett

## Tévésorozatai
- Ramsay – Forráspont
- Ramsay, a konyha ördöge, illetve ennek amerikai változata, a Gordon Ramsay – A konyha ördöge (RTL Otthon, Viasat 3)
- Gordon Ramsay – A pokol konyhája (Viasat 3, Story 4, Galaxy, TV2 Séf, RTL Otthon)
- Gordon Ramsay - Új utakon (National Geographic)
- A fickó F-fel (TV Paprika, RTL II, RTL Otthon)
- Főzz élőben Gordon Ramsay-vel! (Viasat 3)
- Amerikai mesterszakács (Viasat 3, TV2 Séf)
- Pokoli hotelek (Spektrum Home)
- Gordon Ramsay: Étterem életre-halálra (TV Paprika)
- Gordon Ramsay: A nagy szökés (TV Paprika)
- Gordon Ramsay: Börtönkonyha (TV Paprika)
- Mindörökké Gordon (TV2 Séf)

## Könyvei
- Passion for Flavour, Conran Octopus Ltd, 2001. ISBN 1-84091-217-0

### Magyarul megjelent könyvei
- *** háromcsillagos séf; fotó Quentin Bacon, ford. Bethlenfalvy Bálint; Alexandra, Pécs, 2008 ISBN 978-963-370-775-3
- Nem piskóta. A legvagányabb séf élete; ford. Varró Zsuzsanna; Alexandra, Pécs, 2008 ISBN 978-963-370-856-9
- Vasárnapi ebéd. Receptek "A fickó F-fel" zseniális szakácsától; fotó Jill Mead, ford. Szkladányi András; Alexandra, Pécs, 2008 ISBN 978-963-370-773-9
- Négy évszak ízekben; közrem. Roz Denny, fotó Georgia Glynn Smith, ford. Szkladányi András; Alexandra, Pécs, 2009
- Csak könnyedén; közrem. Mark Sargeant, Helen Tillott, fotó Jill Mead, ford. Szkladányi András; Alexandra, Pécs, 2009
- Ízek bűvöletében; ford. Juhász Mihály; T.bálint, Törökbálint, 2010 ISBN 978-963-06-7479-9
- Játék a tűzzel. A legvagányabb séf elképesztő életútja; ford. Csonka Ágnes; Alexandra, Pécs, 2010 ISBN 978-963-297-308-1
- Mennyei halételek; közrem. Roz Denny, fotó Diana Miller, ford. Juhász Mihály; T.bálint, Törökbálint, 2010
- Világkonyha; étel Gordon Ramsay, Mark Sargeant, szöveg Emily Quah, fotó Chris Terry, ford. Szkladányi András; Alexandra, Pécs, 2010
- Karácsony Gordon Ramsay-vel; közrem. Emily Quah, fotó Chris Terry, ford. Szkladányi András; Alexandra, Pécs, 2011
- Ramsay legjobb menüi; fotó Con Poulos, portré Chris Terry, ford. Szkokán Boglárka; Alexandra, Pécs, 2012
- Baráti lakomák; étel Mark Sargeant, szöveg Emily Quah, fotó Ditte Isager, ford. Szkladányi András; Alexandra, Pécs, 2012
- Gordon Ramsay főzőiskolája. Kötelező kurzus minden főzni vágyónak; fotó Anders Schonnemann, ford. Szkladányi András; Alexandra, Pécs, 2016